# Sven Krumbeck

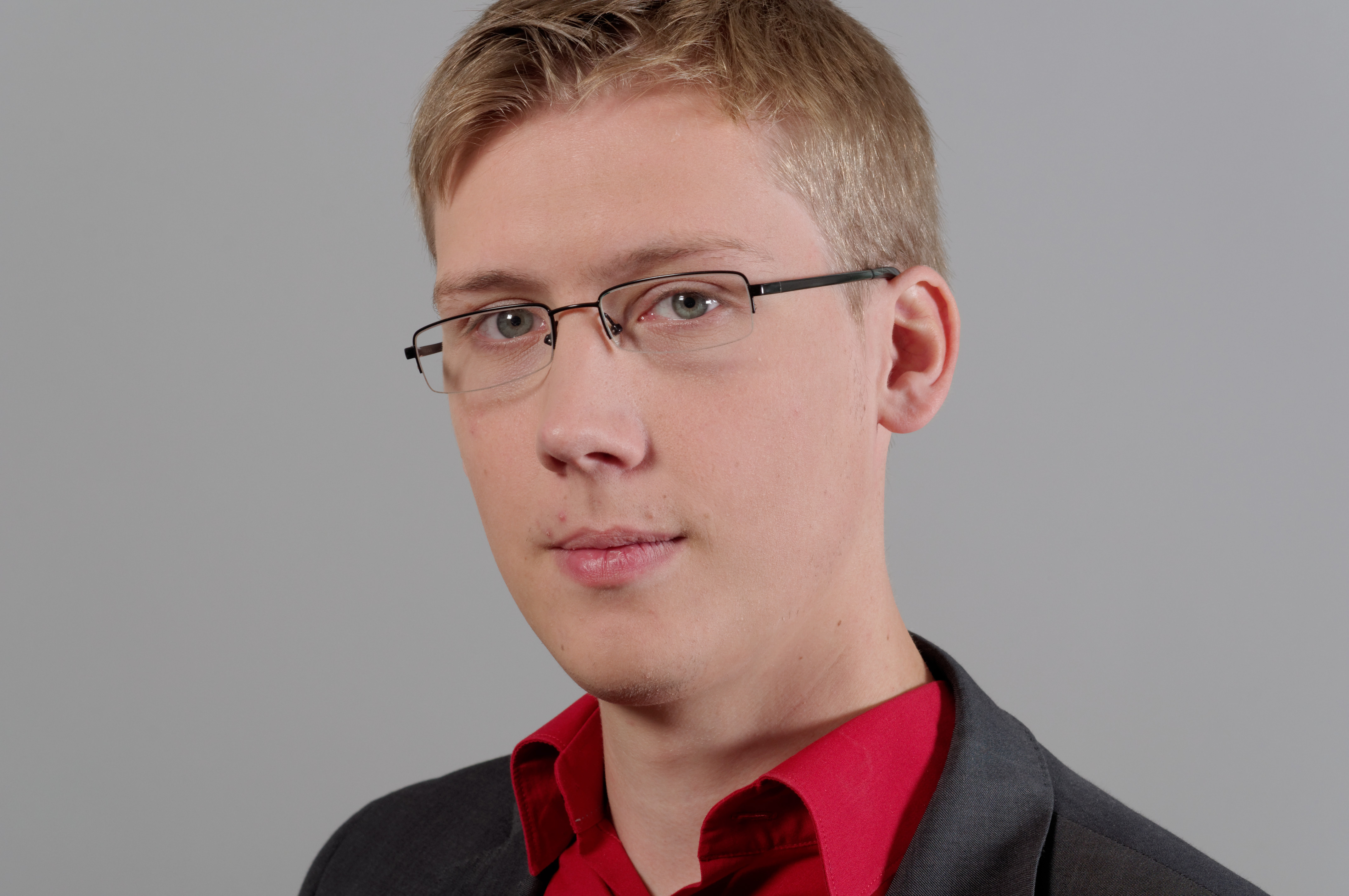
Sven Krumbeck (2013)

Sven Krumbeck (* 12. November 1989 in Kiel) ist ein deutscher Politiker der Grünen und zuvor der Piratenpartei. In der 18. Wahlperiode war er Abgeordneter im Landtag von Schleswig-Holstein. Seit 1. Juni 2018 ist er direkt gewähltes Mitglied der Kieler Ratsversammlung.

## Biografie
Sven Krumbeck erwarb 2007 einen Realschulabschluss und absolvierte ab 2009 eine Ausbildung zum Mediengestalter Digital und Print, die er 2011 abschloss. Von 2011 bis 2012 arbeitete er als Mediengestalter. Aktuell studiert er Multimedia Production an der Fachhochschule Kiel.

## Politik
Sven Krumbeck war Mitglied der Jungen Piraten und setzte sich als Vorstandsvorsitzender des Pirate Gaming e.V., eines der Piratenpartei nahestehenden E-Sport-Vereins, für die Rechte von Computerspielern ein.
Bei der Landtagswahl in Schleswig-Holstein 2012 wurde er über die Landesliste der Piratenpartei Schleswig-Holstein in den Landtag gewählt.
Am 19. Juni 2017 teilte er auf seinem Blog seinen Austritt aus der Piratenpartei Deutschland mit.
Bei der Kommunalwahl am 6. Mai 2018 in Schleswig-Holstein gewann Krumbeck im Wahlkreis Kiel 5 für die Grünen das Direktmandat.